# Parc national de la Vanoise
Pour les articles homonymes, voir Vanoise.
Le parc national de la Vanoise est un parc national situé en France dans le département de la Savoie en région Auvergne-Rhône-Alpes.
Le parc national s'étend principalement sur le massif de la Vanoise et pour une petite partie sur celui des Alpes grées à l'est, entre la vallée de l'Isère, la Tarentaise au nord, et celle de l'Arc, la Maurienne au sud. À la suite du décret ministériel du 27 avril 2015 approuvant sa charte et à la décision des communes d'adhérer ou non, il est composé d'une zone protégée, dite « zone cœur », de 535 km2, et d'une aire d'adhésion, sans protection spécifique, comprenant le territoire des communes de Peisey-Nancroix et de Saint-Martin-de-Belleville. Pendant le travail de mise en place de la charte, conformément à la loi du 14 avril 2006, l'aire optimale d'adhésion (AOA) s'étendait sur le territoire de vingt-neuf communes (ex-zone périphérique initialement composée de 28 communes, plus Bozel) ; elles ont eu librement la possibilité d'adhérer à la charte constituant un projet de protection, et de développement du territoire respectueux de l'environnement.
Accolé à la frontière franco-italienne, le parc jouxte par ailleurs le parc national italien du Grand-Paradis sur quatorze kilomètres le long de la frontière, avec lequel il est jumelé depuis 1972. La zone de cœur du parc français et le parc italien forment ainsi, avec leurs 1 250 km2, la surface protégée la plus étendue en Europe occidentale.

## Histoire

### Création

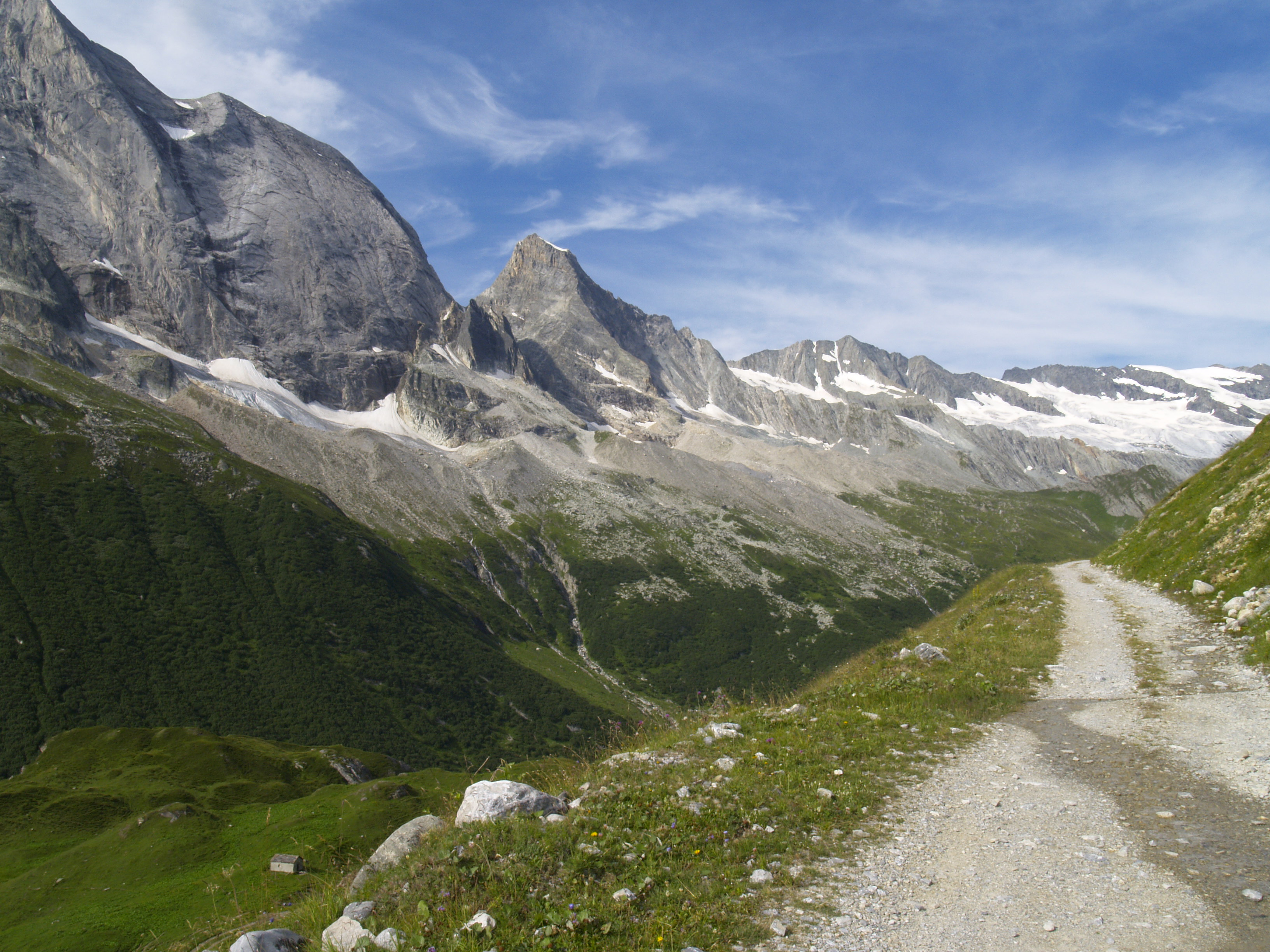
La vallée du Doron de Champagny avec la pointe de la Grande Glière.

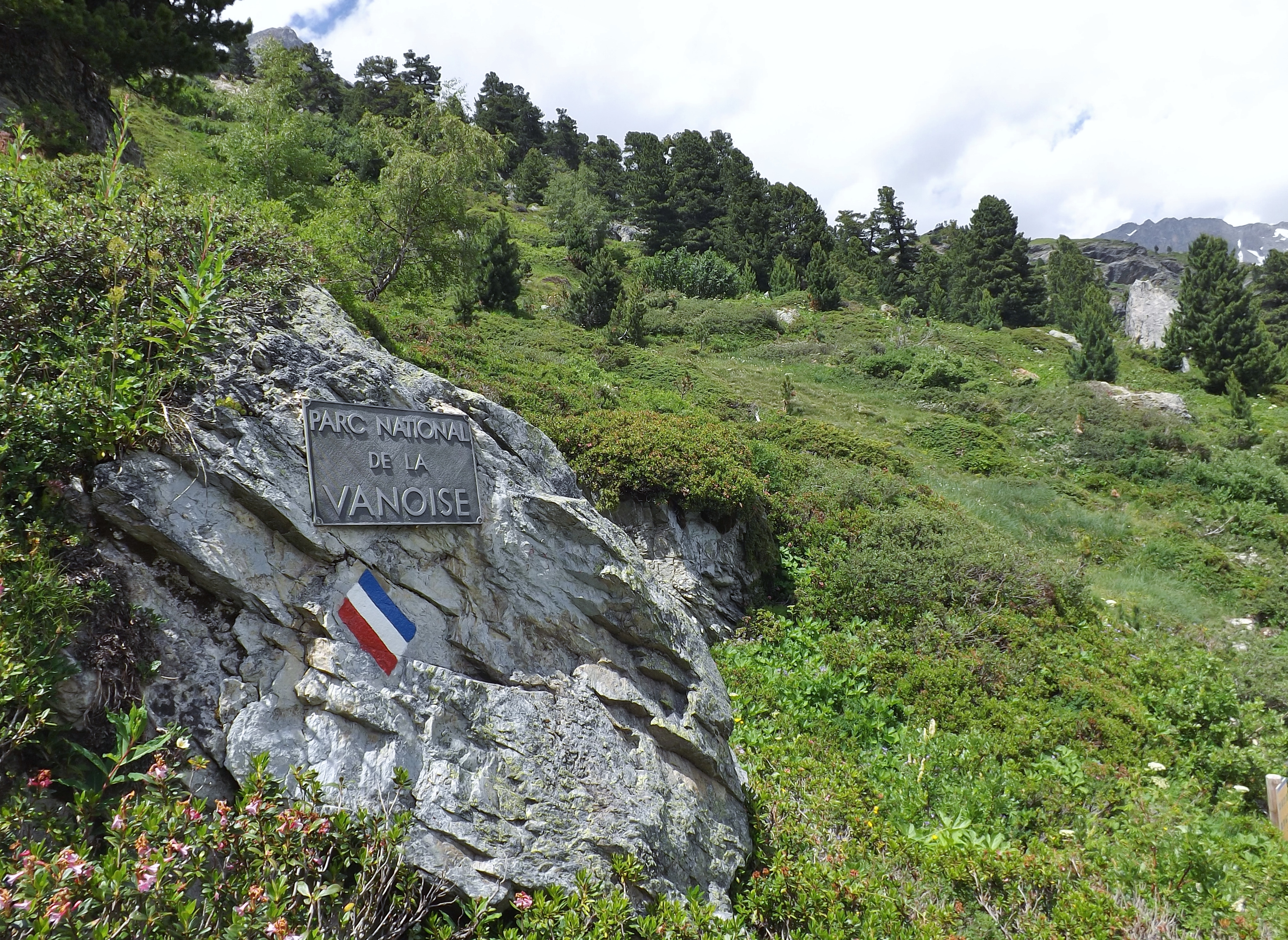
Entrée dans le cœur du parc sur les rives du barrage du Plan d'Amont (Aussois).

Bien que des réserves naturelles existaient déjà en France, la Vanoise est le premier parc national français ; il est créé en 1963. La principale raison de sa création est la quasi-disparition du bouquetin dans le massif de la Vanoise. En effet, il était encore présent sur les hauteurs du versant méridional du massif en Maurienne, territoire difficilement accessible, car d'altitude moyenne plus élevée et plus escarpé, formant une poche de survivants de leur espèce,. Ce mammifère aux longues cornes recourbées a été exterminé dès l'apparition des armes à feu. Dans le massif voisin du Grand-Paradis, en Italie, il restait encore une centaine d’animaux quand en 1823 on en interdit la chasse. Le roi Victor-Emmanuel II y créa une « réserve royale » en 1856, qui devint le parc national du Grand-Paradis en 1922.
En France, une réserve naturelle est créée en Vanoise en 1943 sous l'impulsion du Club alpin français, du Touring club de France et des chasseurs. Parmi eux, en particulier, Marcel Couturier (1897-1973), médecin, alpiniste (il donne son nom à l'un des couloirs de l'aiguille Verte) et grand chasseur de bouquetin, qui milite pour la création d'une réserve naturelle afin de protéger le gibier, qui permettrait aux bouquetins du Grand Paradis de repeupler le versant français. Néanmoins, pour diverses raisons (dont une condamnation pour braconnage, qui ternit son image), Couturier ne participa pas à la mise en place proprement dite du parc. Outre Couturier, Gilbert André (1927-2018), élu maire de Bonneval-sur-Arc en 1956 (mandat qu'il conserve plusieurs décennies), milite pour la création d'un « parc culturel », destiné à protéger les populations locales et leurs traditions. Il soumet un rapport en vue de la création d'un tel parc, en 1955, au Conseil national de la protection de la nature, fonde un comité des parcs de France avec l'aide de Vincent Planque auquel adhèrent plusieurs ministres et académiciens, et parvient à convaincre le conseil général de la Savoie de voter à l'unanimité, en décembre 1955, un vœu en faveur de la création d'un tel parc, rassemblant autour de lui Pierre Dumas (UNR), Joseph Fontanet (MRP) et Pierre Cot (apparenté PCF). Gilbert André est marqué par les écrits de Georges Duhamel, Gustave Thibon, Alexis Carrel ainsi que Lanza del Vasto (il fréquente l'une des premières communautés de l'Arche). Enfin, Jean Eyheralde (1922-2008), curé d'Argentière, qui met sur pied un jardin alpin au col des Montets et présida longtemps l'association des Amis du parc national de la Vanoise, ainsi que Gilbert Amigues (1929-), forestier qui travailla longtemps à la DDA, participent à ces efforts. Toutefois, les projets respectifs s'opposent quelque peu. Marcel Couturier privilégie ainsi la protection de la faune sauvage ; Gilbert André, qui appuie celle-ci, veut aussi protéger les traditions locales ; Gilbert Amigues veut limiter l'influence de l'homme, qu'il juge néfaste sur l'environnement, tandis que Jean Eyheralde veut ouvrir la nature au regard des hommes afin d'éveiller leur conscience… En outre, G. André, qui associe défense du patrimoine et de l'environnement, s'oppose à la division du parc en zone centrale et zone périphérique, souhaitant au contraire que tout soit protégé, y compris les fonds de vallée.
Finalement, le projet de territoire est confié à l'architecte-urbaniste Denys Pradelle qui définit une zone centrale protégée (faune, flore, espace naturel…) où, notamment, tout acte de chasse est interdit, et une zone périphérique plutôt destinée au développement touristique.
Après de nombreuses hésitations à propos de sa surface ou des priorités données à la nature et aux hommes, le parc national est né en 1963, premier parc national français. Le parc est créé par le décret no 63-651 du 6 juillet 1963.

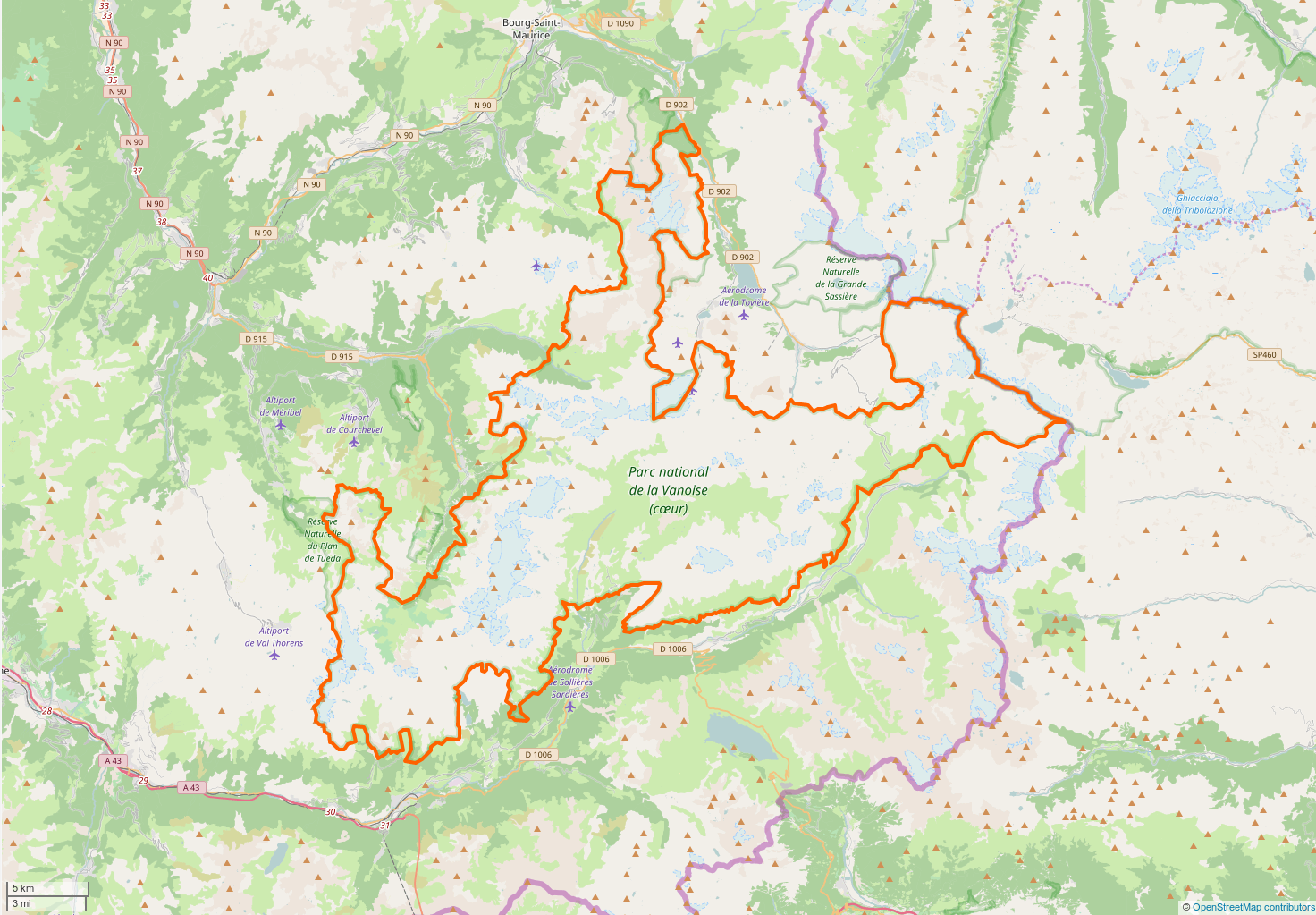
Carte du parc.

### L'affaire de la Vanoise
En 1968, la notion d'inviolabilité du cœur du parc est menacée par un projet de développement touristique. Le promoteur Super-Tignes, après l'échec d'un premier projet, propose la réalisation d'une nouvelle station dans le vallon du ruisseau de Thorens, dans la vallée des Belleville. Le projet prévoit une station de sports d'hiver à vocation internationale et le développement du domaine skiable dont une extension est envisagée sur le glacier de Chavière pour le ski d'été. Ce projet serait également complété par la création de la station de Val Chavière sur le versant mauriennais, au-dessus de Modane.
L'aménagement de ce domaine skiable sur le glacier de Chavière nécessite une décision du conseil d'administration (CA) du Parc, car le glacier est situé dans le cœur du parc. Le 23 décembre, le CA est saisi. Lors de la séance, il rejette un projet de développement situé à Tignes, le projet de Val Chavière, mais demande un complément d'information pour l'extension sur le glacier pour la station de Val Thorens,. Lors d'une nouvelle séance, le 23 mai 1969, un nouveau projet est présenté. Si dans un premier temps les membres du CA étaient peu favorables à cette extension, il semble que cette fois, le président du Parc, Pierre Dumas, secrétaire d'État au tourisme et maire de Chambéry, révise son jugement et soit favorable. En mars, le conseil général de la Savoie vote son soutien au projet, suivant la motion du président et maire de Saint-Martin-de-Belleville, Joseph Fontanet.
En 1970, dans un contexte d'élections cantonales, le promoteur de la station annonce la création de 15 000 emplois. En octobre 1970, le Premier ministre Jacques Chaban-Delmas donne son accord pour l'édification de la station. Une opposition se mobilise et un groupe d'écologistes porte l'affaire devant le Conseil d'État pour non-respect de l'article 15 du règlement du parc, à savoir le principe d'inviolabilité du cœur du parc. Le président Pompidou confirme la construction de la station. Toutefois, le 10 juin 1970, en Conseil des ministres, il déclare : « La France a l'immense chance de disposer de vastes espaces admirables dans leur diversité. Une action déterminée contre les nuisances fait partie de la politique d'environnement. Son objet est de faire que la société de demain soit humaine ». Cette déclaration est comprise comme une garantie de l'inviolabilité du cœur du parc. Les travaux de la station de Val Thorens peuvent débuter, mais sans l'extension sur le glacier.

### Rejet des habitants
En 2013, les habitants sont consultés à propos de la nouvelle charte d'adhésion. Malgré de nombreux compromis, vingt-six des vingt-neuf communes la rejettent, pointant un mille-feuille administratif contraignant et un développement des activités touristiques hivernales défavorisé.
Une nouvelle version de la charte est proposée en 2015. Les 1er et 2 septembre, lors d'une réunion publique à ce sujet à Bramans, le directeur et un agent du parc sont séquestrés par des éleveurs réclamant l'abattage de cinq loups. Le préfet accorde finalement six tirs, une décision qui sera condamnée par le tribunal administratif de Grenoble en 2017, puis confirmée par la cour administrative d'appel de Lyon en 2019. Finalement, seules deux communes sur 29, Peisey-Nancroix et Saint-Martin-de-Belleville, votent en faveur du texte. L'aire d'adhésion est donc drastiquement réduite.

### Gouvernance
Faisant suite à Alain Marnezy (maire d'Aussois), Guy Chaumereuil préside le conseil d'administration du Parc national de la Vanoise de juillet 2014 à décembre 2015. Élu le 11 décembre 2015, Laurent Tresallet, maire de Peisey-Nancroix, favorable à la charte, lui succède.

## Géographie

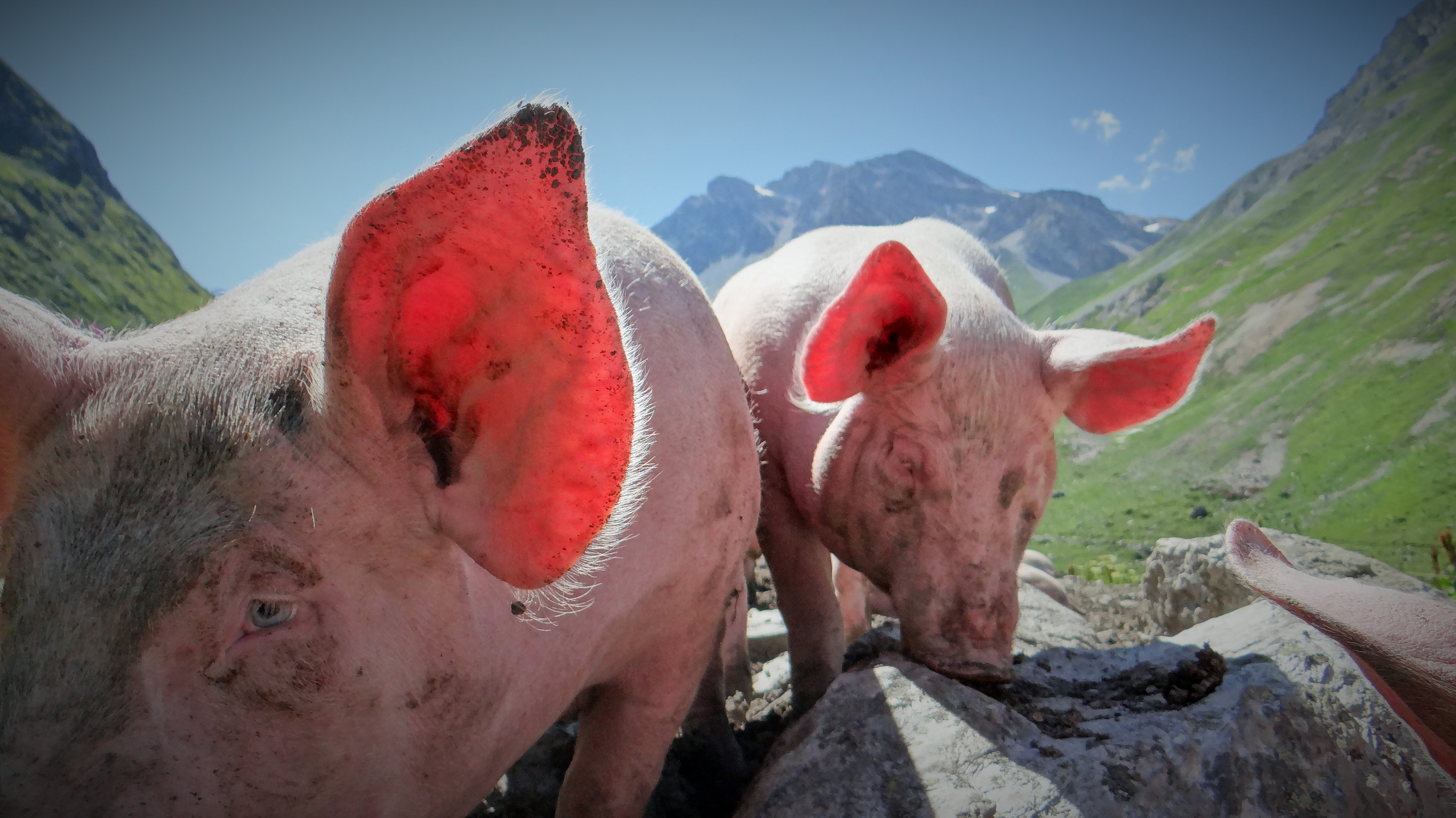
Cochons à l'alpage de Ritort dans la vallée du Doron de Pralognan, nourris au petit lait issu de la fabrication du beaufort.

### Relief
Avec 107 sommets dépassant 3 000 mètres d'altitude, le parc national de la Vanoise présente un relief accidenté et imposant, sillonné de larges vallées pastorales offrant généralement un accès facile aux différents cols. Le parc est un lieu apprécié des randonneurs (passage du GR 5, du GR 55 et du tour des Glaciers de la Vanoise), qui viennent profiter notamment des glaciers et des nombreux lacs d'altitude, ou des innombrables variétés végétales répertoriées dans le massif.
Le point culminant est la Grande Casse avec 3 855 mètres d'altitude.
Les principaux sommets sont :
- Grande Casse (3 855 m)
- Mont Pourri (3 779 m)
- Dent Parrachée (3 695 m)
- Levanna (Centrale) (3 619 m)
- Dôme de l'Arpont (3 599 m)
- Dôme de Chasseforêt (3 586 m)
- Grand roc Noir (3 582 m)
- Aiguille de Péclet (3 562 m)
- Pointe du Génépy (3 542 m)
- Aiguille de Polset (3 528 m)
- Pointe de Labby (3 518 m)
- Grande aiguille Rousse (3 482 m)

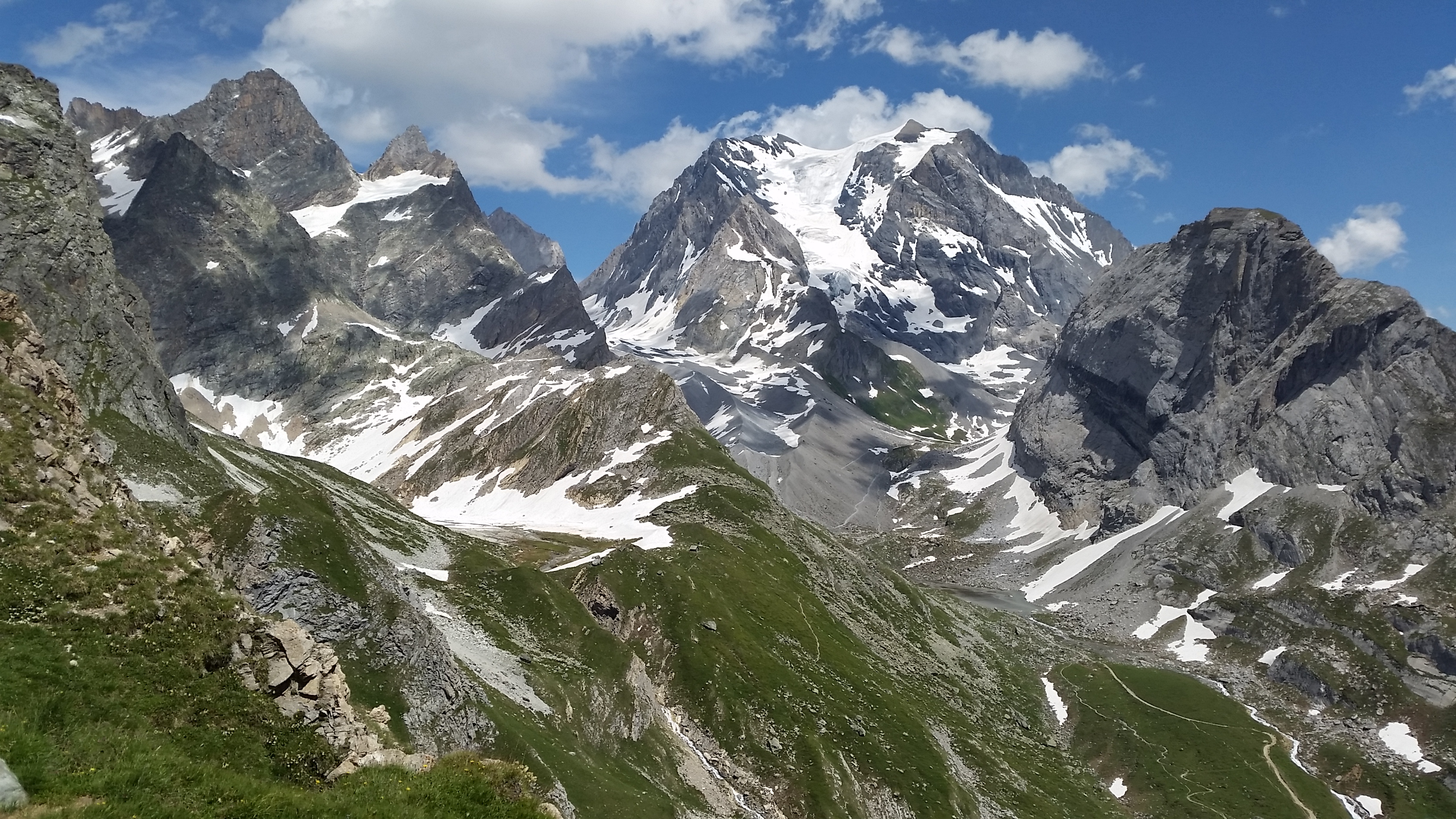
La Grande Casse et les montagnes environnantes à l'été 2009.

- Pointe de l'Échelle (3 418 m)
- Sommet de Bellecôte (3 417 m)
- Pointe de la Galise (3 343 m)
- Aiguille du Fruit (3 048 m)

### Patrimoine rupestre
L'art rupestre est très répandu dans le parc national de la Vanoise, avec en particulier l'important corpus des gravures rupestres du Grand roc Noir, sur les communes de Termignon, Lanslebourg-Mont-Cenis et Lanslevillard, ainsi que celles d'Aussois, au parc des Lozes, et de Bessans, au Rocher du Château.

### Démographie

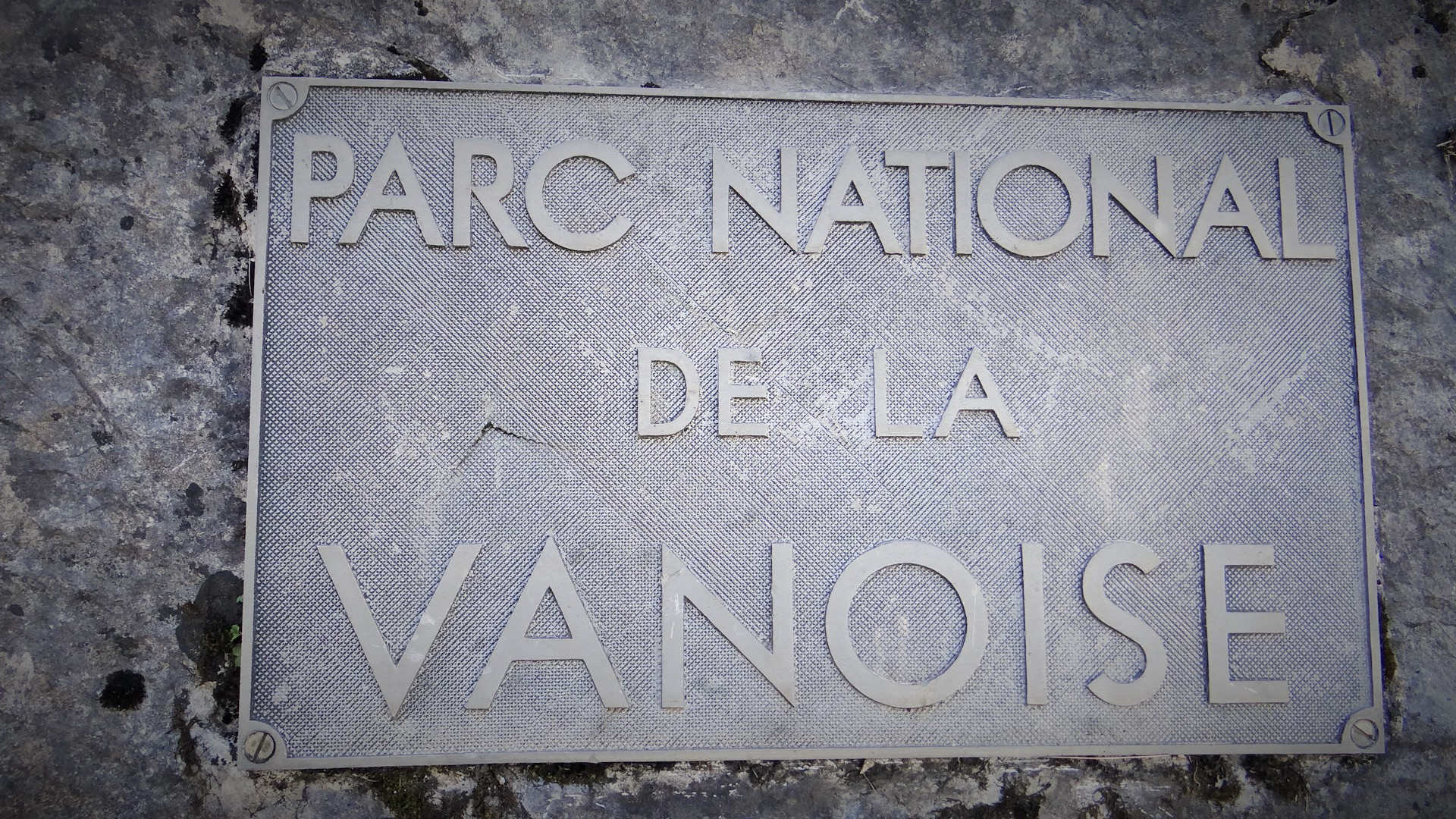
Plaque délimitant la zone centrale.

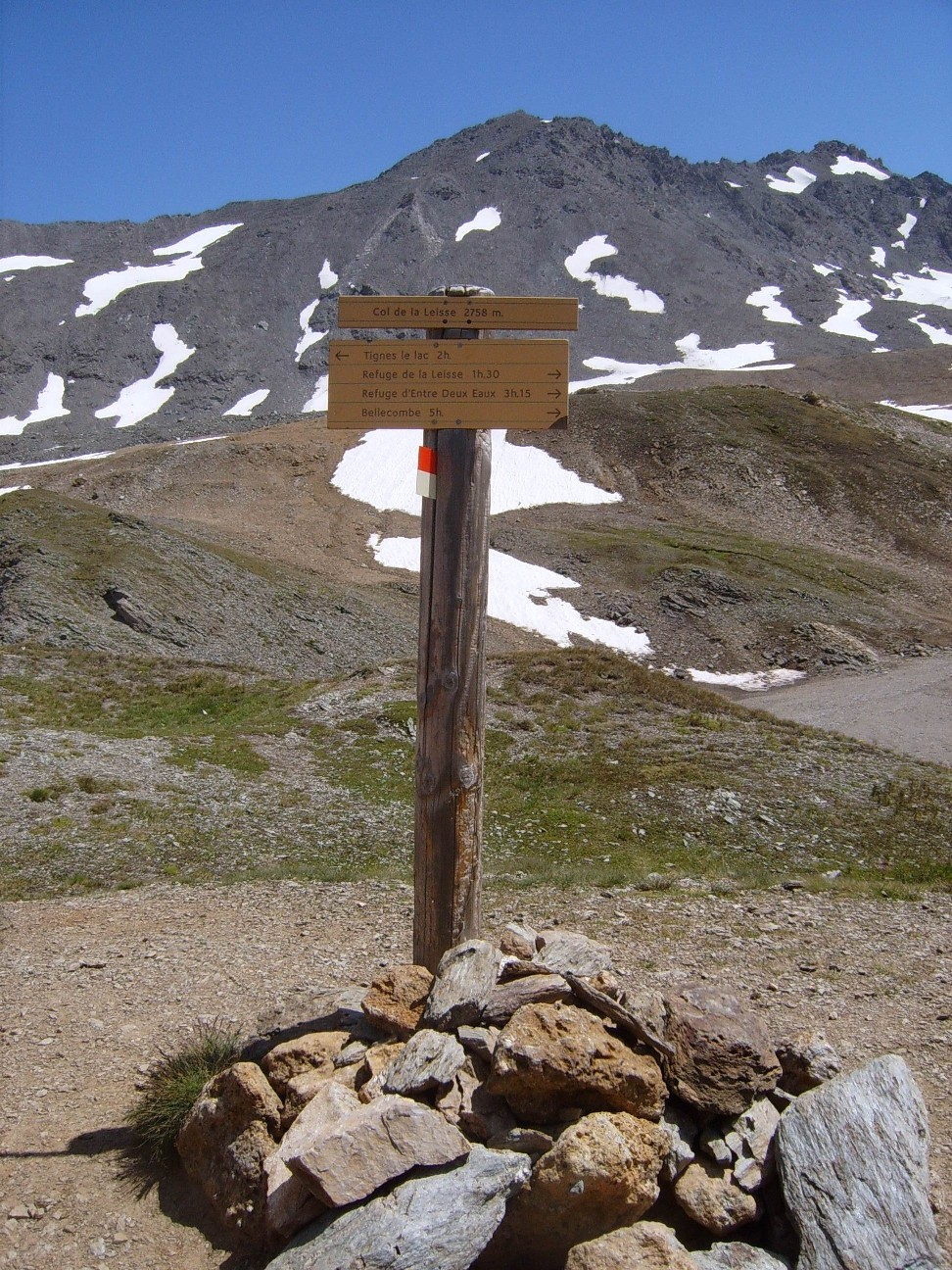
Panneau indicateur pour les randonneurs au col de la Leisse.

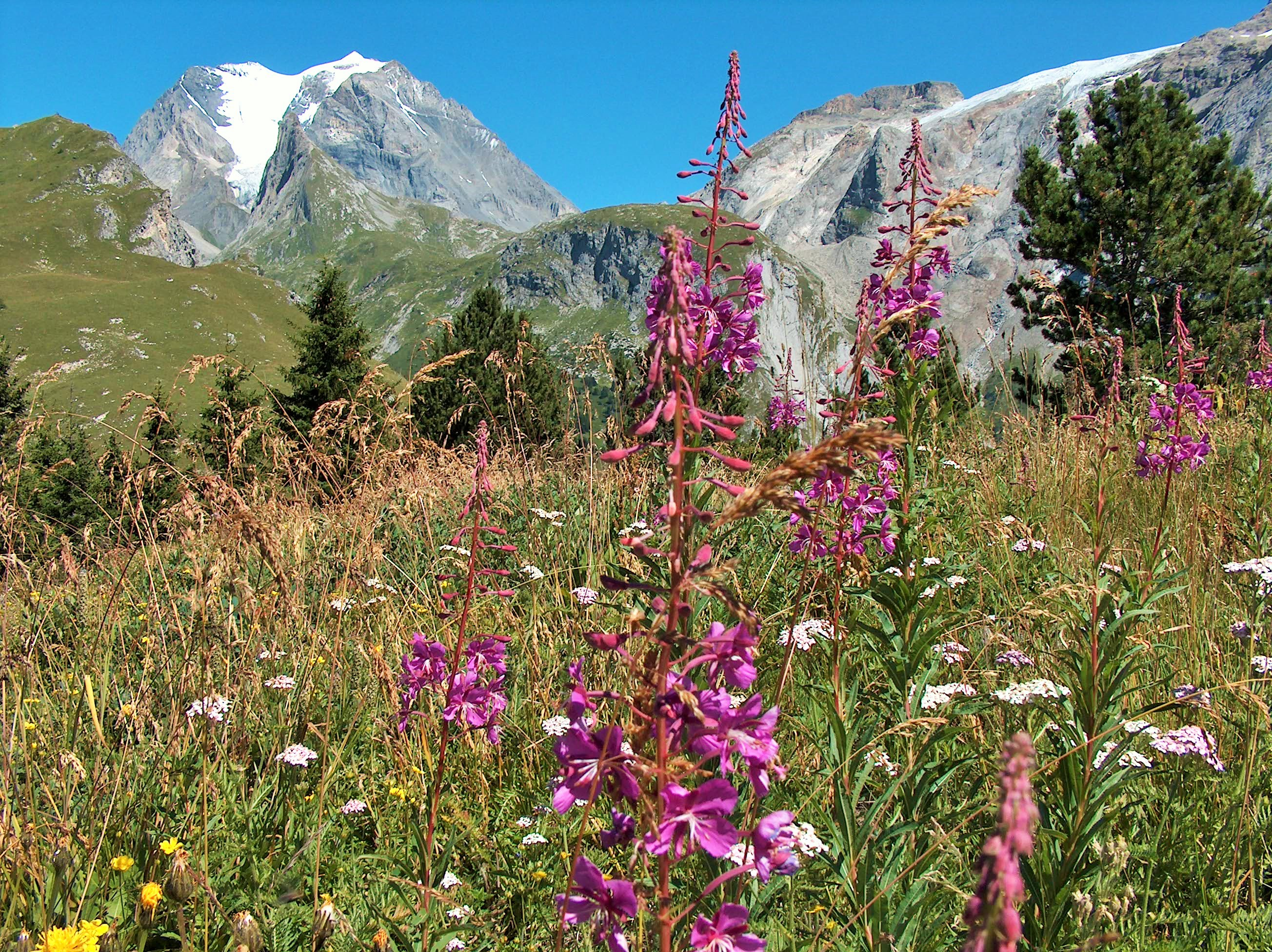
La Grande Casse vue du mont Bochor.

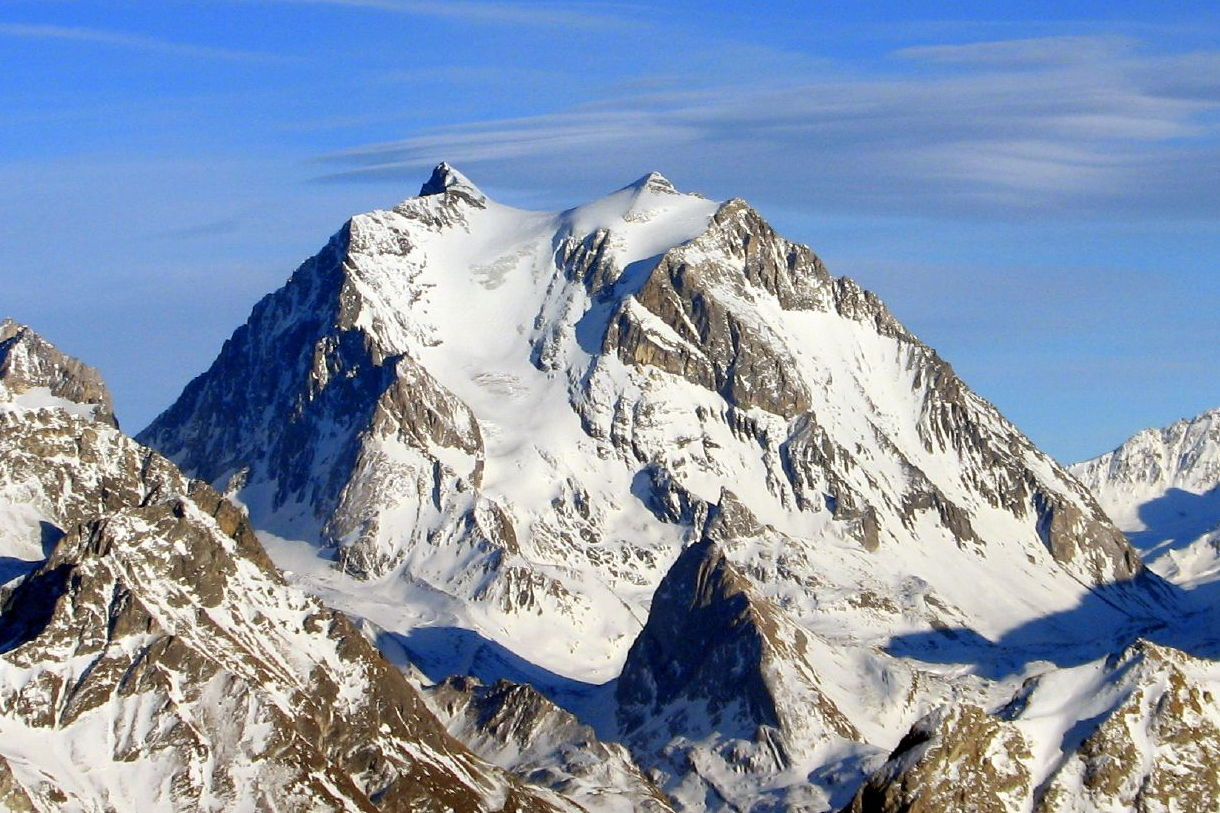
La Grande Casse.

Avant le décret d'avril 2015, le parc (« zone centrale » et « zone périphérique ») occupait le territoire de 28 communes savoyardes situées dans les vallées de la Tarentaise  et de la Maurienne .
| Les Allues                                                                               |  | 85,99    | 1750        |  |
| Aussois                                                                                  |  | 41,94    | 682         |  |
| Avrieux                                                                                  |  | 37,85    | 394         |  |
| Bellentre                                                                                |  | 23,94    | 929 (2013)  |  |
| Bessans                                                                                  |  | 128,08   | 352         |  |
| Bonneval-sur-Arc                                                                         |  | 112,55   | 270         |  |
| Bourg-Saint-Maurice                                                                      |  | 179,07   | 7228        |  |
| Bramans                                                                                  |  | 92,26    | 432         |  |
| Champagny-en-Vanoise                                                                     |  | 84,96    | 545         |  |
| Landry                                                                                   |  | 10,62    | 810         |  |
| Lanslebourg-Mont-Cenis                                                                   |  | 93,61    | 645         |  |
| Lanslevillard                                                                            |  | 39,84    | 469         |  |
| Modane                                                                                   |  | 71,04    | 2879        |  |
| Montvalezan                                                                              |  | 25,9     | 729         |  |
| Peisey-Nancroix                                                                          |  | 70,64    | 633         |  |
| Planay                                                                                   |  | 22,41    | 441         |  |
| Pralognan-la-Vanoise                                                                     |  | 88,57    | 700         |  |
| Saint-André                                                                              |  | 30,84    | 447         |  |
| Saint-Bon-Tarentaise                                                                     |  | 58,94    | 1910        |  |
| Sainte-Foy-Tarentaise                                                                    |  | 100,15   | 690         |  |
| Saint-Martin-de-Belleville                                                               |  | 161,79   | 2618 (2016) |  |
| Séez                                                                                     |  | 42,15    | 2460        |  |
| Sollières-Sardières                                                                      |  | 33,31    | 188         |  |
| Termignon                                                                                |  | 149,03   | 402         |  |
| Tignes                                                                                   |  | 81,63    | 1953        |  |
| Val-d'Isère                                                                              |  | 94,39    | 1572        |  |
| Villarodin-Bourget                                                                       |  | 33,08    | 511         |  |
| Villaroger                                                                               |  | 28,15    | 359         |  |
| Total                                                                                    |  | 2 022,73 | 34 901      |  |
| Pour aller plus loin, consultez l'Atlas du Parc National de la Vanoise (1999), en ligne. |  |          |             |  |

- ancienne commune

## Faune et flore

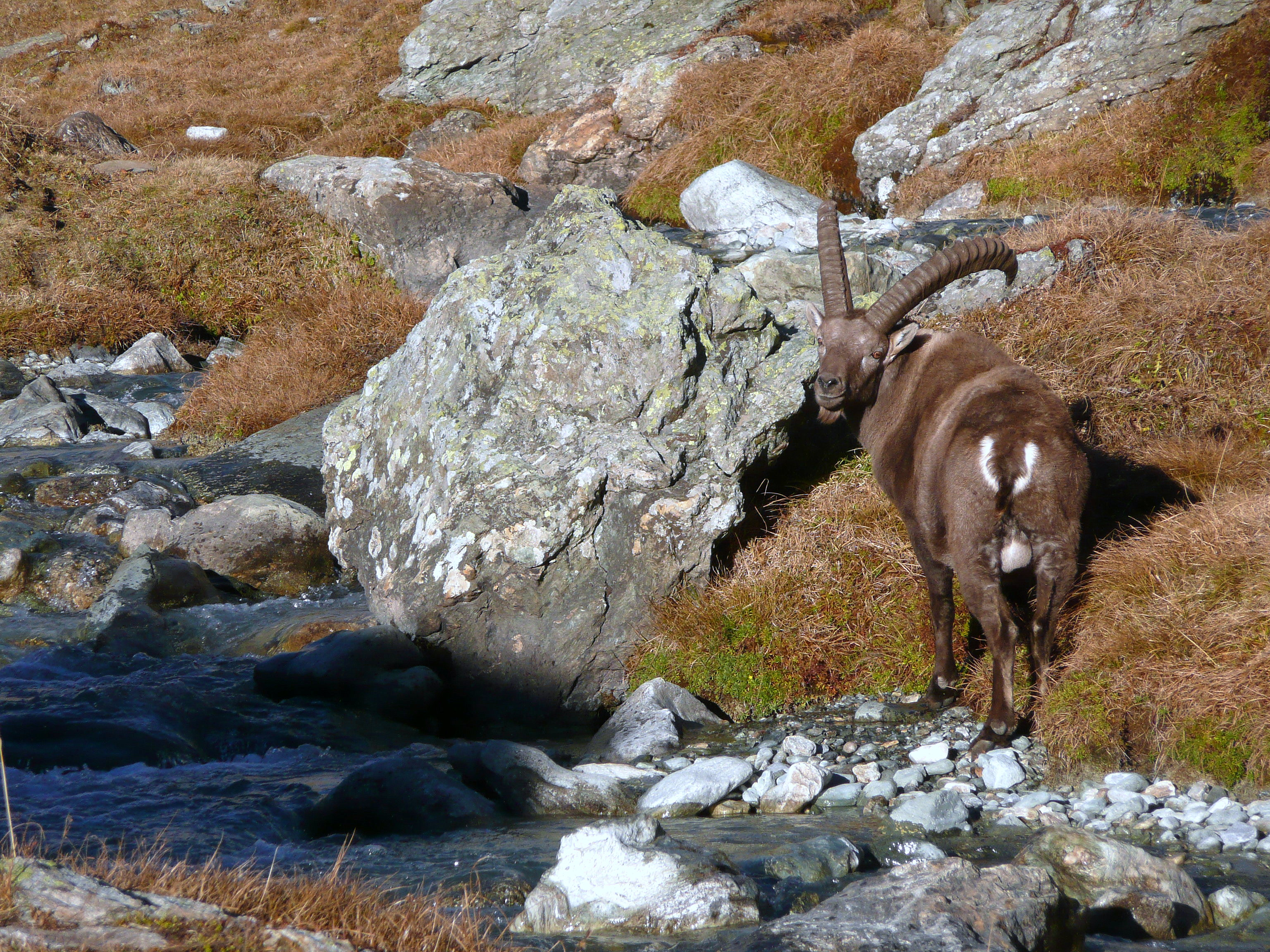
Bouquetin près du refuge de Plaisance sur le territoire de la commune de Champagny-en-Vanoise.

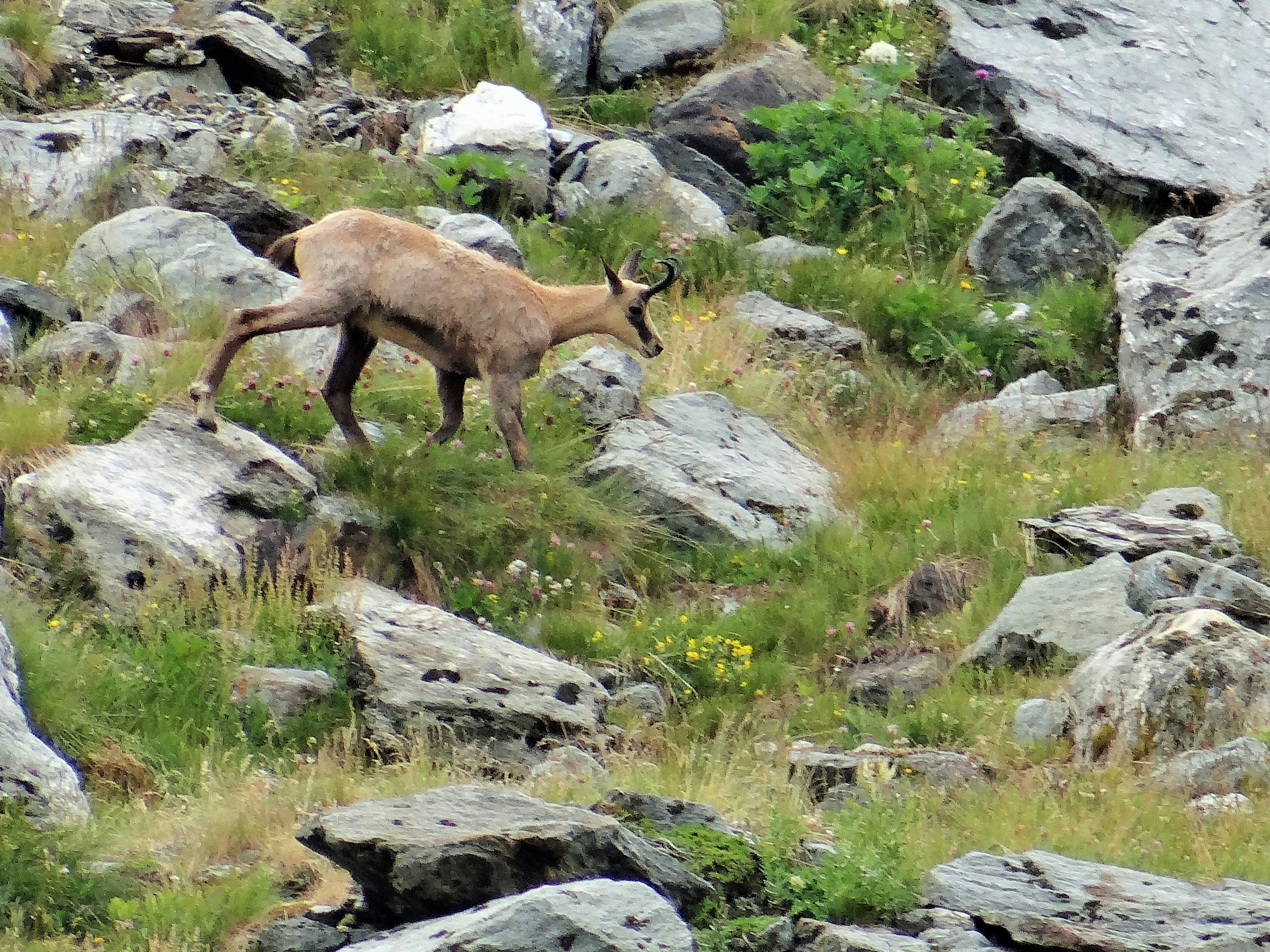
Chamois.

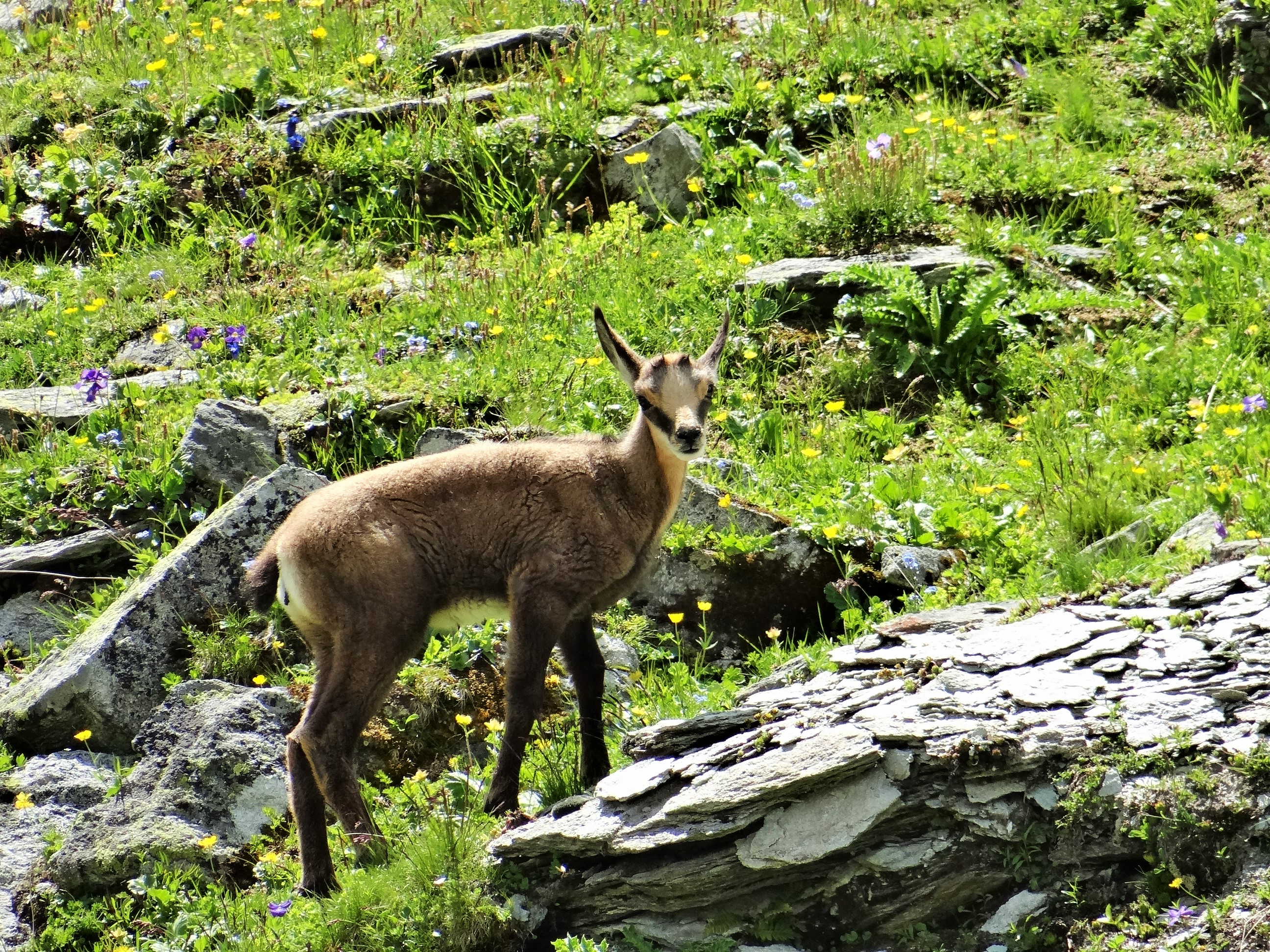
Jeune chamois au cirque du Rosoire.

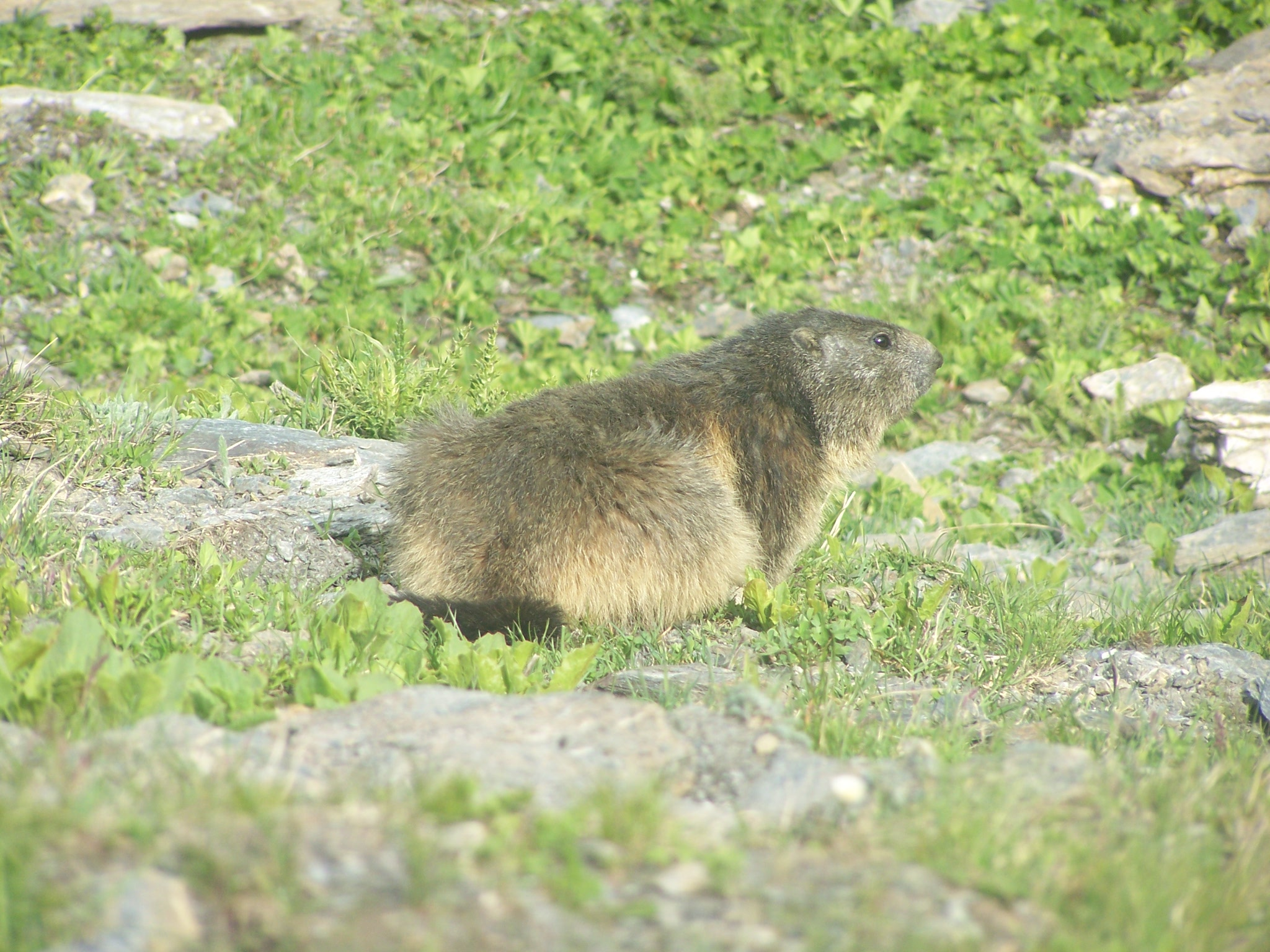
Marmotte sur la route du col de l'Iseran (côté Maurienne).

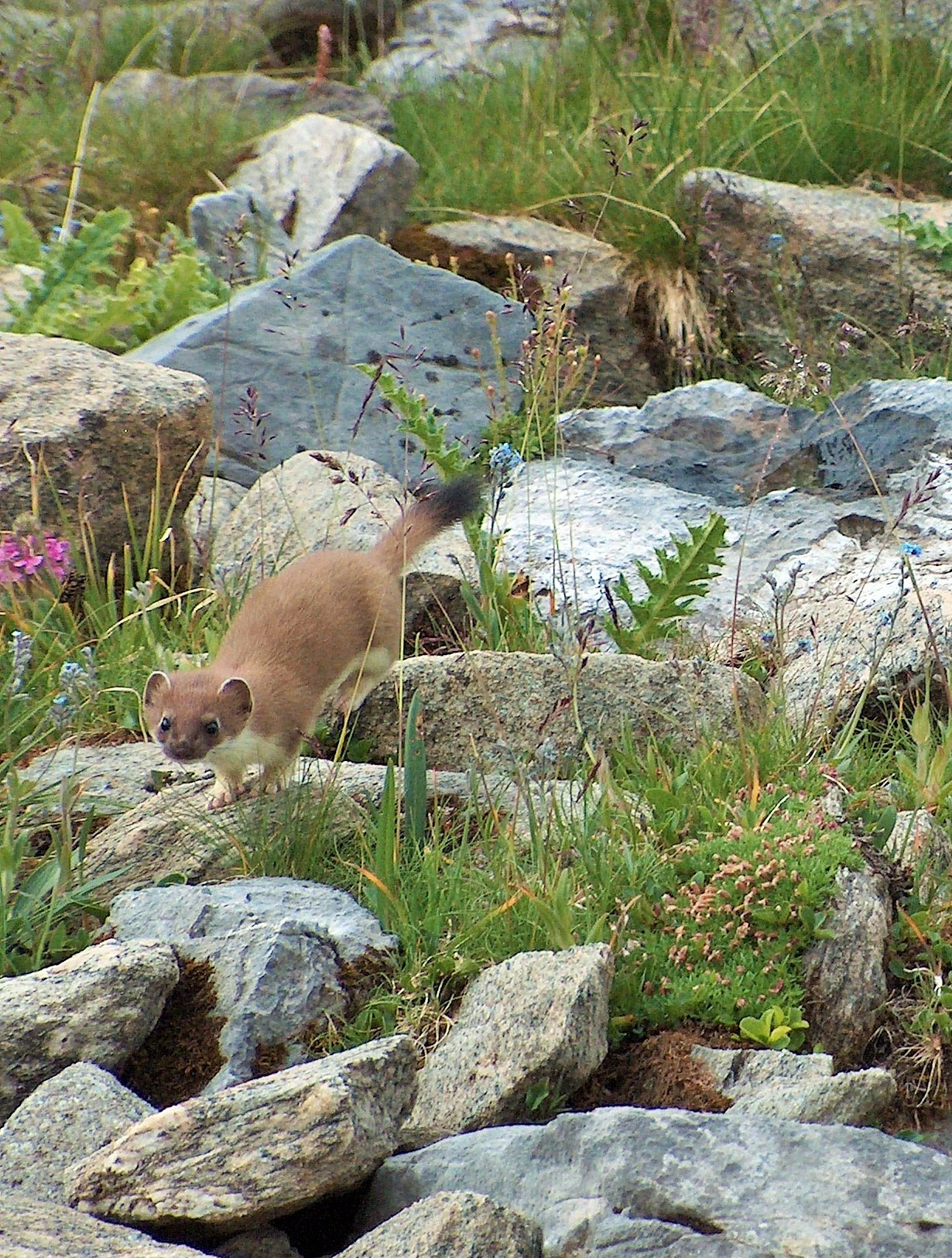
Hermine près de la Grande Casse.

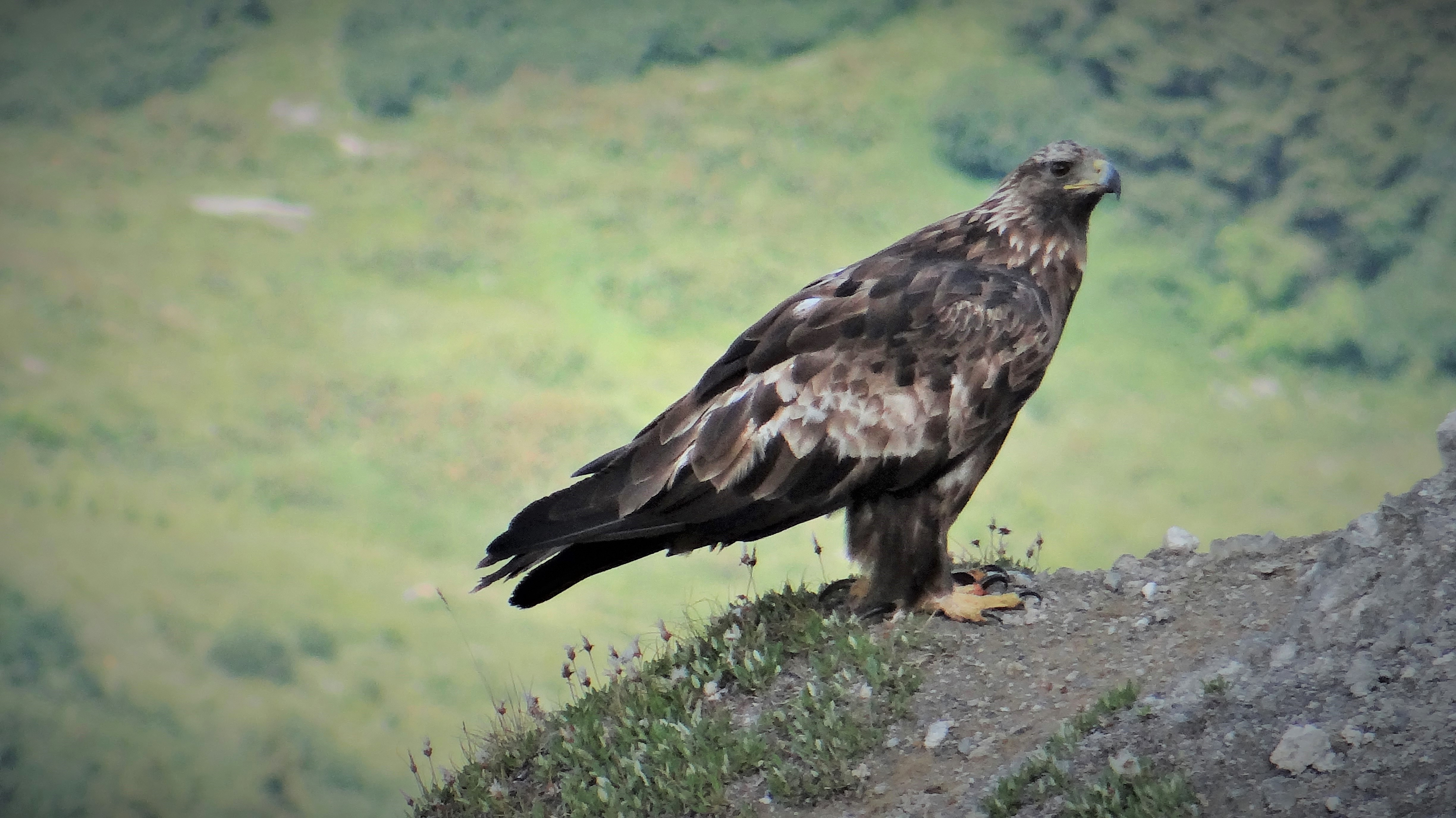
Aigle royal sur les crêtes du mont Charvet.

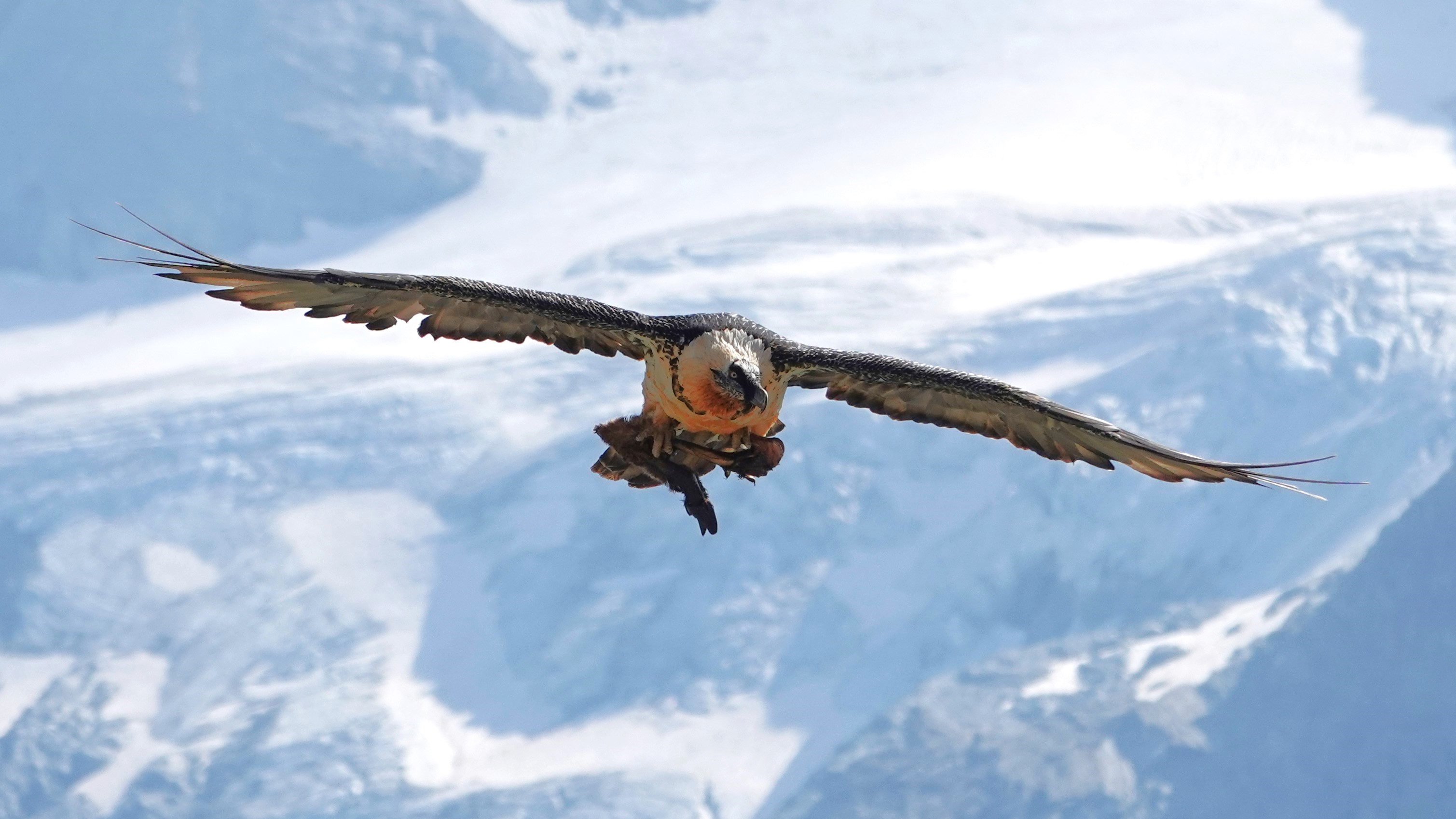
Gypaète barbu et en arrière-plan, le Glacier de la Masse

### Faune
- Liste des principaux mammifères

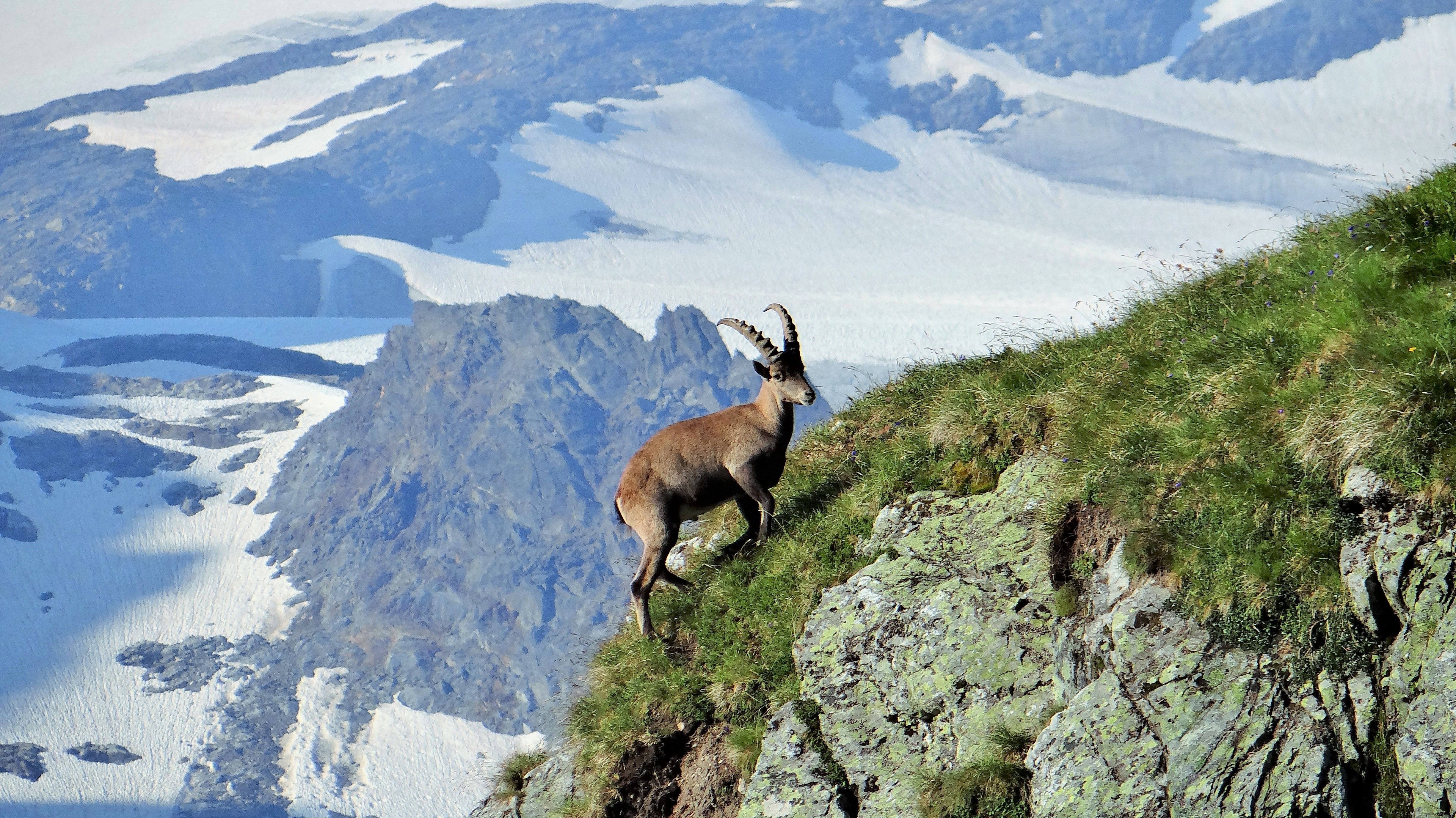
Un bouquetin dans le parc national avec à l'arrière plan, le dôme de Chasseforêt en juillet 2018.

  - Bouquetin - Capra ibex : Environ 2100 individus dans le parc
  - Campagnol des neiges – Chionomys nivalis
  - Chamois – Rupicapra rupicapra : Environ 6000 individus dans le parc
  - Grand rhinolophe – Rhinolophus ferrumequinum
  - Hermine - Mustela erminea
  - Lièvre variable – Lepus timidus
  - Loup – Canis lupus italicus
  - Lynx boréal – Lynx lynx
  - Marmotte - Marmota marmota : Omniprésente
  - Martre des pins – Martes martes
  - Mulot à collier – Apodemus flavicollis
  - Musaraigne aquatique – Neomys fodiens
  - Oreillard – Plecotus auritus
  - Pipistrelle commune – Pipistrellus pipistrellus
  - Renard roux – Vulpes vulpes
  - Ours brun - Ursus arctos : disparu depuis les années 1930.
- Liste des principaux oiseaux
  - Aigle royal - Aquila chrysaetos
  - Cassenoix moucheté – Nucifraga caryocatactes
  - Chocard à bec jaune – Pyrrhocorax pyrrhocorax
  - Gypaète barbu - Gypaetus barbatus
  - Hibou grand-duc – Bubo bubo
  - Lagopède alpin – Lagopus mutus
  - Niverolle alpine – Montifringilla nivalis
  - Nyctale de Tengmalm – Aegolius funereus
  - Perdrix bartavelle – Alectoris graeca
  - Tétras lyre – Tetrao tetrix
  - Tichodrome échelette – Tichodroma muraria
- Liste des principaux reptiles et amphibiens
  - Couleuvre d'Esculape – Elaphe longissima
  - Coronelle lisse - Coronella austriaca
  - Grenouille rousse – Rana temporaria
  - Lézard vivipare – Zootoca vivipara
  - Triton alpestre – Triturus alpestris
  - Vipère aspic – V. aspis atra Meisner

### Flore
- Liste des principaux résineux
  - Épicéa commun – Picea abies
  - Genévrier commun – Juniperus communis
  - Mélèze d'Europe – Larix decidua
  - Pin de montagnes – Pinus uncinata
  - Pin cembro appelé localement Arolle – Pinus cembra
  - Pin sylvestre – Pinus silvestris
  - Sapin pectiné - Abies alba
- Liste des principaux feuillus, arbres, arbustes et arbrisseaux

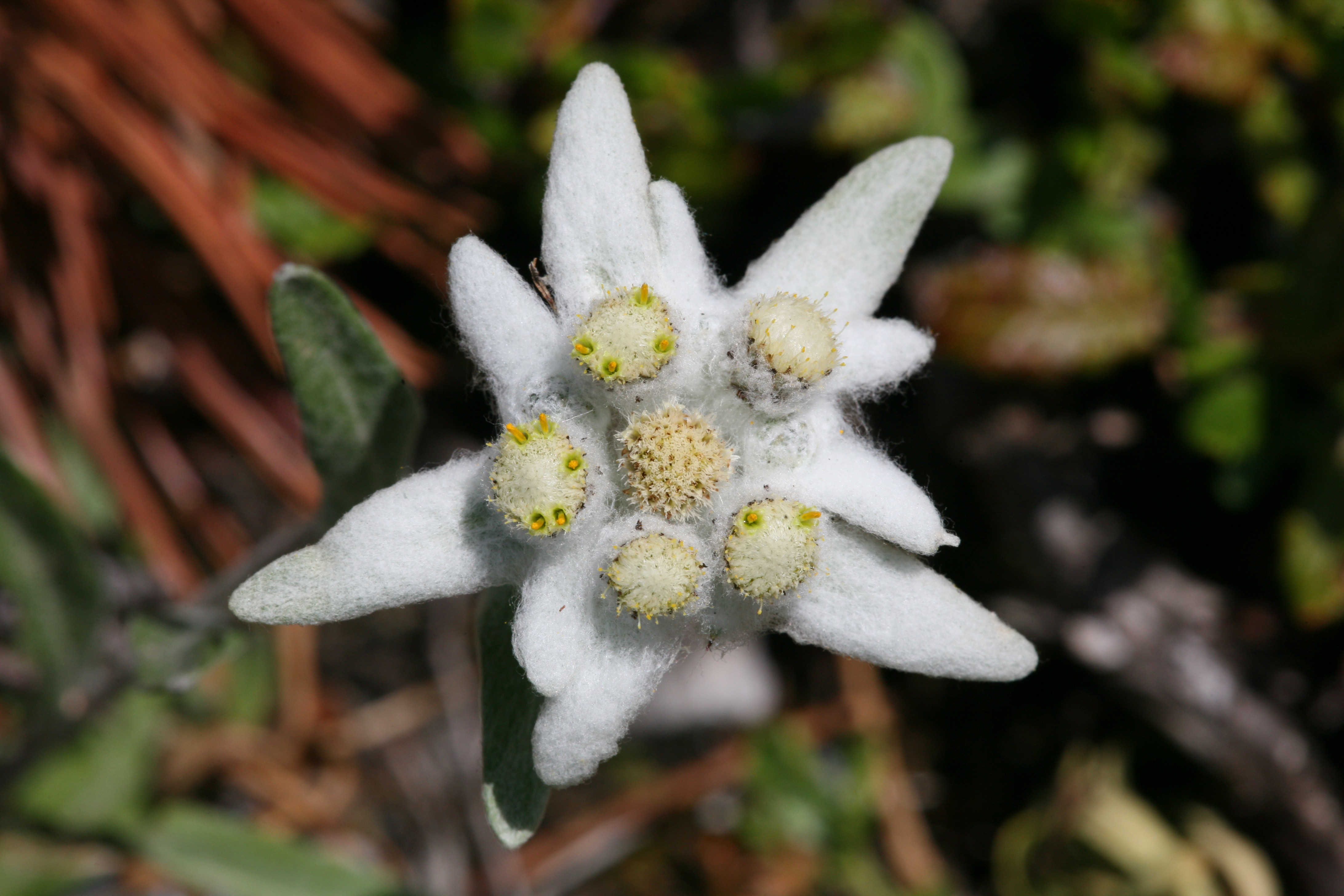
Edelweiss, appelée également Étoile des neiges.

- Liste des principales fleurs protégées
  - Androsace des Alpes – Androsace alpina
  - Bruyère herbacée – Erica herbacea
  - Bruyère cendrée – Erica cinerea
  - Edelweiss - Leontopodium alpinum
  - Génépi – Artemisia
  - Gentiane utriculeuse – Gentiana utriculosa
  - Linnée boréale – Linnaea borealis
  - Matthiole du Valais – Matthiola valesiaca
  - Panicaut des Alpes – Eryngium alpinum
  - Pulsatille de Haller – Pulsatilla halleri
  - Sabot de Vénus – Cypripedium calceolusi
  - Séneçon de Haller – Jacobaea uniflora
  - Trèfle des rochers – Trifolium saxatile
- Liste des principales autres plantes

## Tourisme

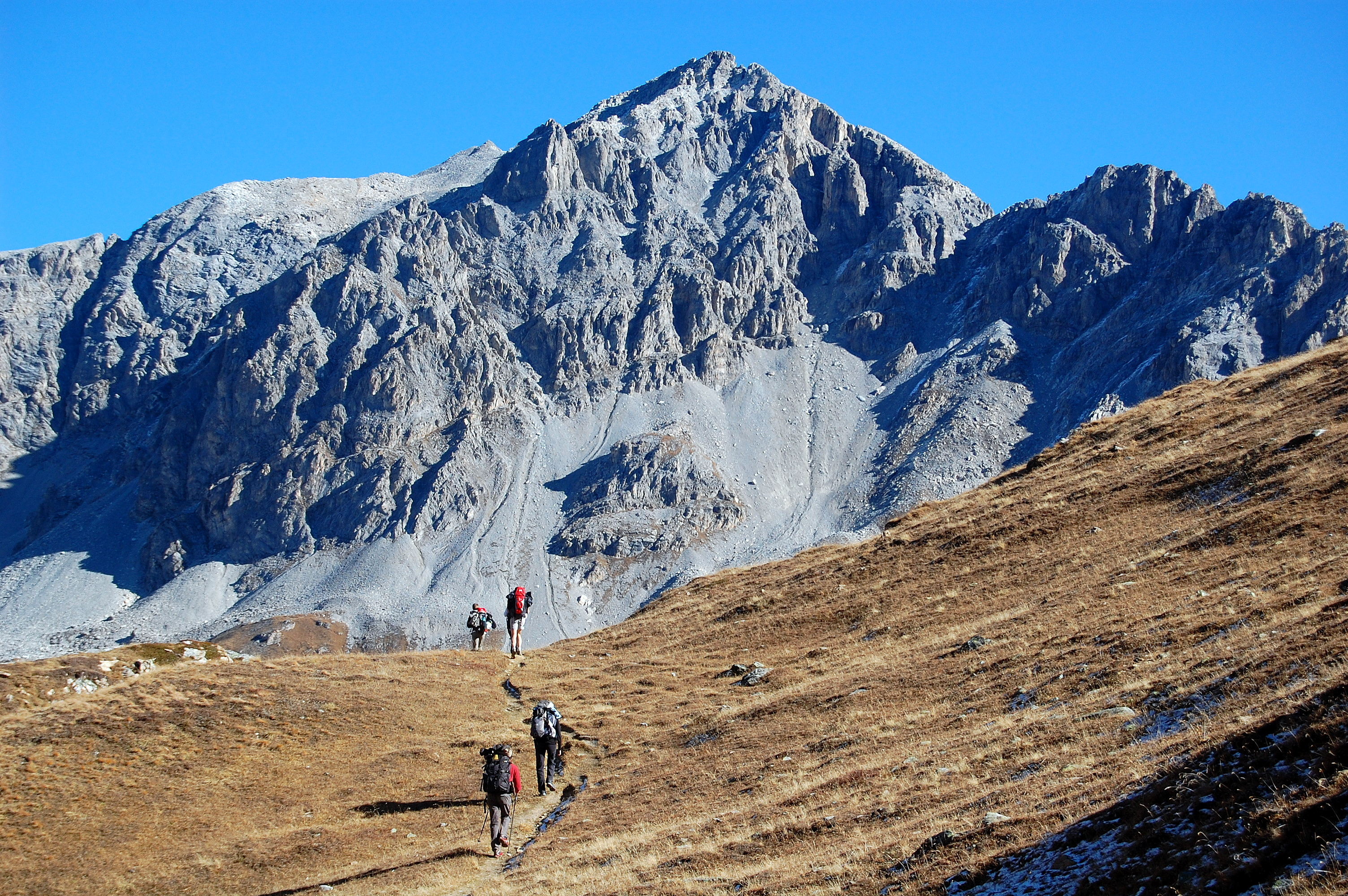
Randonnée dans le nord du parc national.

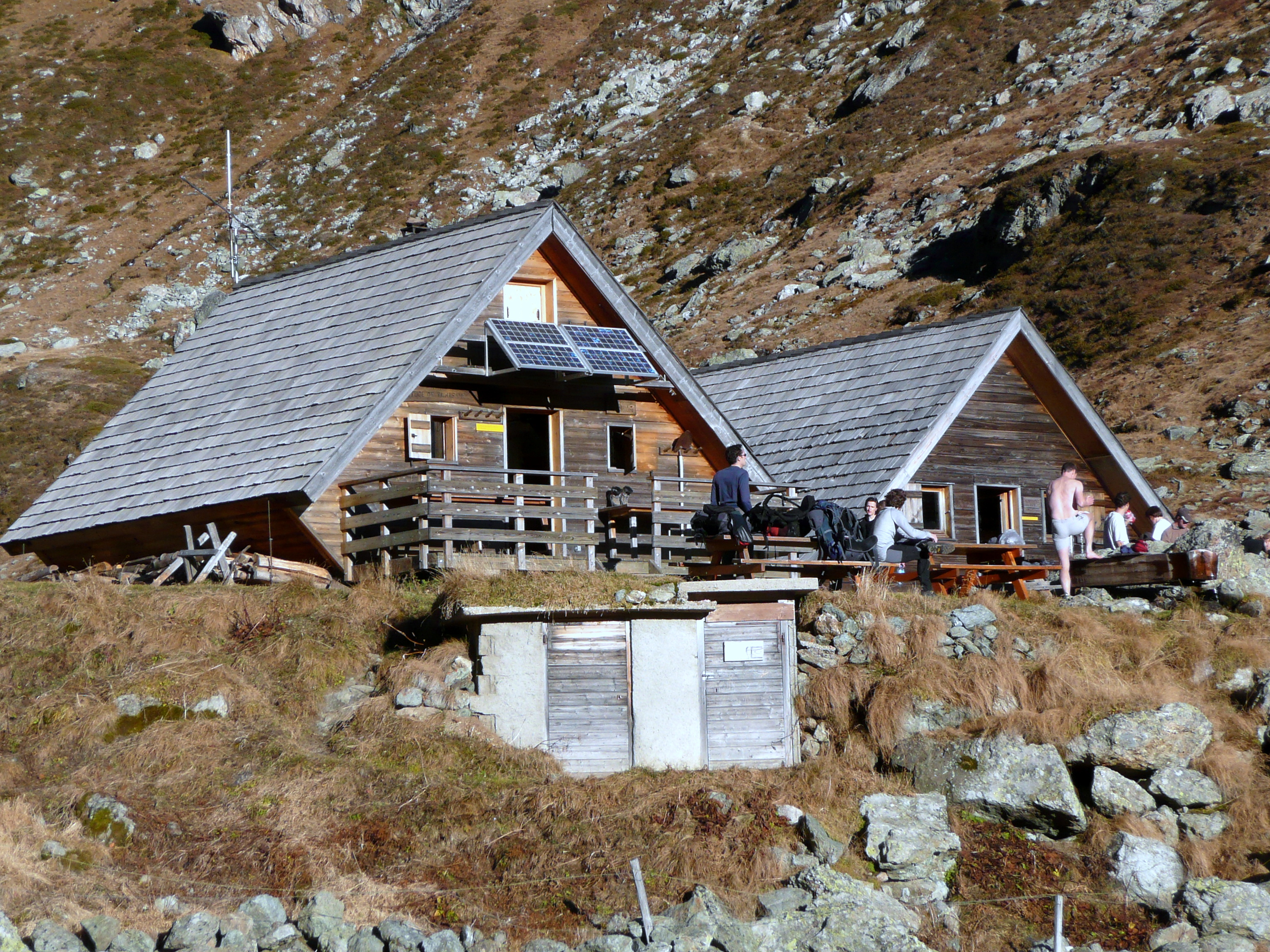
Refuge de Plaisance.

Le parc national attire de nombreux touristes amateurs d'espace sauvage et de loisirs de montagne. Des randonnées sur plusieurs jours sont possibles grâce aux possibilités d'accueil dans les refuges.
Le ski hors-piste est interdit dans les zones d'hivernage du Tétras-lyre afin d'éviter de le déranger. En dehors des sportifs pratiquant le ski de randonnée, la vocation du cœur du parc national est plutôt liée au tourisme estival tournée vers la découverte de la nature.
En hiver, les stations liées au parc ou celles qui lui sont limitrophes offrent de nombreuses possibilités d'hébergements :
- Aussois — station de ski (alpin et nordique)
- Bramans — ski nordique
- Bessans — ski nordique
- Bonneval-sur-Arc — ski alpin et nordique
- Courchevel — ski alpin
- Lanslebourg-Mont-Cenis et Lanslevillard — station de Val Cenis (ski alpin)
- Les Allues — ski alpin et nordique
- Les Menuires — ski alpin
- Peisey-Nancroix — ski alpin et nordique
- Pralognan-la-Vanoise — ski alpin et nordique
- Sainte-Foy-Tarentaise — ski alpin et nordique
- Saint-Martin-de-Belleville — ski alpin et nordique
- Sollières-Sardières — ski nordique
- Termignon — ski alpin et nordique
- Tignes — ski alpin
- Val-d'Isère — ski alpin et nordique
- Val Thorens — ski alpin